# Generał major ziemiański
Generał major ziemiański – ranga generalska w czasie insurekcji kościuszkowskiej. 
Najwyższy Naczelnik Siły Zbrojnej Narodowej Tadeusz Kościuszko powołał generałów majorów ziemiańskich w województwach i ziemiach Korony, a w Wielkim Księstwie Litewskim również w powiatach. 
Do ich zadań należało organizowanie formacji nieregularnych, improwizowanych lokalnych sił zbrojnych (milicji i pospolitego ruszenia) oraz dowodzenie nimi.